# 第四面墙

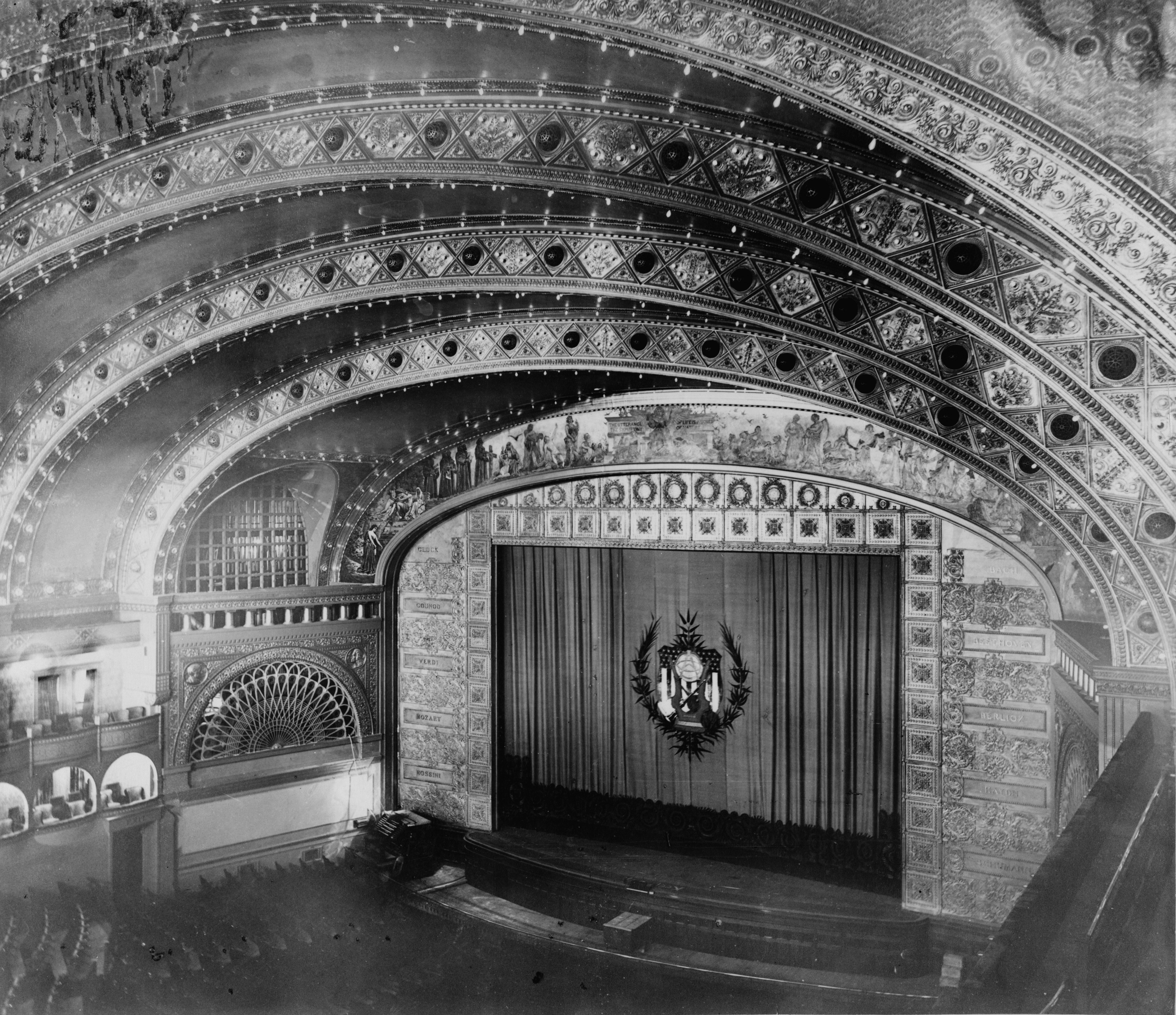

第四面墙（英語：Fourth wall），又譯第四堵墻，是一面在傳統三壁鏡框式舞台中虛構的「墙」，是演員與觀眾之間的隔閡，觀眾透過這面「牆」可以看到戲劇設定的世界中的情節發展。在大多數的寫實和自然主義戲劇中，演員在演出時假裝觀眾不存在，觀眾則只是坐在觀眾席觀看演出，台上不會、或不能和台下有互動。第四面墙的概念由十八世紀法國哲學家德尼·狄德罗闡明，隨著戲劇現實主義的發展，此概念在19世紀劇場當中流傳開去，延伸了虛構作品和閱聽者之間的虛構界限的這一想法。
第四面墙的在場，是現代現實主義劇的既定慣例，使得很多藝術家會著眼於把觀眾的注意力吸引到牆上，從而在界限「破開」的時候達致戲劇性和喜劇效果，例如舞台上的演員直接對觀眾說話。
接受第四面墙的透明性，是虛構作品和觀眾之間懸置懷疑的一部分。它允許觀眾正如目睹真實事件那樣感受虛構。雖然評論家文森特·坎比在1987年將其描述為，「一個將觀眾與舞台永遠隔離的隱形屏障」，后现代藝術形式往往完全取消第四面牆，或者以不同的邊框裝置進行操作，以按照作品創作者的藝術欲望，去強調或貶抑製作的某些方面。
透過鏡頭，以及在游戏、影片、戲劇或電視節目中對觀眾直接說話或致意，稱為「打破第四面牆」。

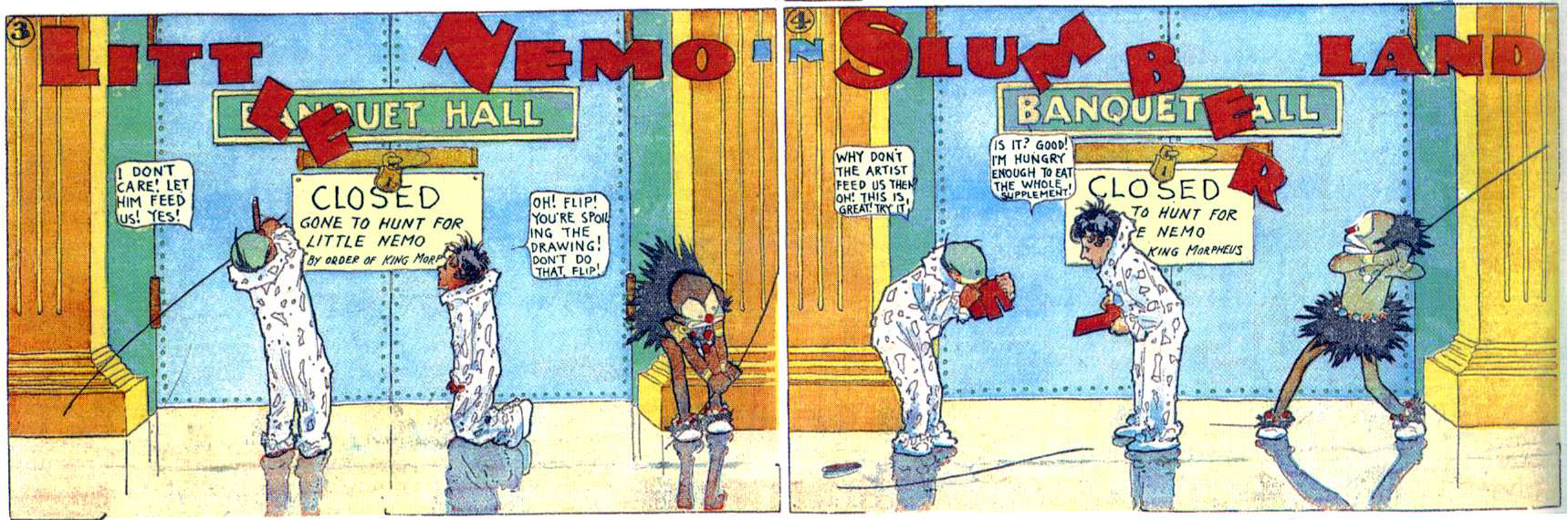
《小尼莫梦乡历险记》1907年12月1日的一期漫画，描绘尼莫左右两位角色掰下漫画分镜框的黑边，并用之打落上方的标题字母而大快朵颐的场景，此为打破第四面墙的一例。